# Сасикулак (притока Обитічної)
Сасику́ла́к — річка в Україні, в межах Приморського району Запорізької області. Права притока Обитічної (басейн Азовського моря). 

## Опис
Довжина 11,5 км, площа басейну 31,3 км². Долина порівняно глибока, в деяких місцях зі стрімкими схилами, порізана ярами і балками. Річище слабозвивисте. Споруджено кілька ставків. 

## Розташування
Сасикулак бере початок на північний захід від села Радолівки. Тече на південний схід. Впадає до Обитічної на північний захід від села Кози. 